# Marokkaans voetbalkampioenschap 1957/58
In 1957/58 werd de tweede editie van het Marokkaans voetbalkampioenschap gespeeld voor voetbalclubs uit Marokko. De competitie werd georganiseerd door de FRMF en werd gespeeld van september 1957 tot juni 1958. Kawkab Marrakech werd kampioen. 
US Marocaine, vorig jaar nog zesde in de stand, trok zich voor de competitiestart terug. 

## Eindstand
| Plaats | Club                 | Wed. | W  | G  | V  | Saldo | Ptn. |
| ------ | -------------------- | ---- | -- | -- | -- | ----- | ---- |
| 1.     | Kawkab Marrakech     | 28   | 16 | 10 | 2  | 38-20 | 70   |
| 2.     | Wydad Casablanca     | 28   | 15 | 11 | 2  | 34-16 | 69   |
| 3.     | TAS de Casablanca    | 28   | 12 | 10 | 6  | 37-27 | 62   |
| 4.     | Raja Casablanca      | 28   | 10 | 13 | 5  | 33-20 | 61   |
| 5.     | KAC Kenitra          | 28   | 12 | 8  | 8  | 35-27 | 60   |
| 6.     | Mouloudia Oujda      | 28   | 11 | 10 | 7  | 38-39 | 60   |
| 7.     | FUS Rabat            | 28   | 11 | 9  | 8  | 32-31 | 59   |
| 8.     | Difaa El Jadida      | 28   | 9  | 11 | 8  | 45-40 | 57   |
| 9.     | Rachad de Meknes     | 28   | 9  | 9  | 10 | 42-40 | 55   |
| 10.    | Racing de Casablanca | 28   | 9  | 7  | 12 | 35-32 | 53   |
| 11.    | Stade Marocain       | 28   | 6  | 13 | 9  | 33-37 | 53   |
| 12.    | Maghreb de Fès       | 28   | 5  | 13 | 10 | 26-28 | 51   |
| 13.    | US Safi              | 28   | 5  | 10 | 13 | 36-51 | 48   |
| 14.    | AS Marrkaech         | 28   | 4  | 8  | 16 | 25-53 | 44   |
| 15.    | AS de Tanger-Fès     | 28   | 2  | 6  | 20 | 22-50 | 38   |

|  | Kampioen     |
|  | Bekerwinnaar |
|  | Degradatie   |

### Kampioen
| Championnat du Maroc de 1957/58      |
| Marokko                              |
| ------------------------------------ |
| KAWKAB MARRAKECH Kampioen (1° titel) |